# Pachnamounis
Pachnamounis (grec : Παχναμουνίς, Παχνευμουνίς ou Παχνεμόης) était une ville importante du nome de Sebennytos (Nome du Veau divin) dans le Delta durant l'Égypte antique. Elle se trouvait sur la rive orientale du lac Bourlos. Elle fut détruite par le califat ottoman ; reconstruite, elle s'appelle aujourd'hui Al-Kafr Al-Sharqi (الكفر الشرقي en arabe).